# Darkovice
Darkovice (en allemand : Gross Darkowitz ; en polonais : Darkowice) est une commune du district d'Opava, dans la région de Moravie-Silésie, en République tchèque. Sa population s'élevait à 1 356 habitants en 2021.

## Géographie
Darkovice se trouve à 5 km au nord-est de Hlučín, à 14 km au nord-nord-est d'Ostrava, à 24 km à l'est d'Opava et à 272 km à l’est de Prague.
La commune est limitée par Vřesina à l'ouest et au nord-ouest, par Hať au nord-est et à l'est, par Šilheřovice au sud, et par Hlučín au sud et au sud-ouest.

## Histoire
La première mention écrite de la localité date de 1393.

## Transports
Par la route, Darkovice se trouve à 6 km de Hlučín, à 16 km d'Ostrava, à 26 km d'Opava et à 362 km de Prague.